# Catedral basílica de Nuestra Señora y San Castor (Nimes)
La basílica catedral de Nuestra Señora y San Castor o simplemente Catedral de Nimes (en francés: Basilique-Cathédrale Notre-Dame-et-Saint-Castor) es una catedral católica en Nîmes, al sur del país europeo de Francia que esta dedicada a la Santísima Virgen María y al santo local Castor de Apt.
Una catedral románica, construida en el sitio de edificios antiguos (especialmente de la época romana), fue consagrada en 1096 por el papa Urbano II, aunque el trabajo sin duda llegó hasta el siglo XII.
Fue la sede de los obispos de Nîmes hasta 1877, cuando se cambió el nombre de la diócesis y sigue siendo desde entonces la sede de sus sucesores los obispos de Nîmes, Uzès y Alès.
Se cree que la catedral se levanta en el sitio de un antiguo templo de Augusto. Es en parte románico y en parte de estilo gótico.

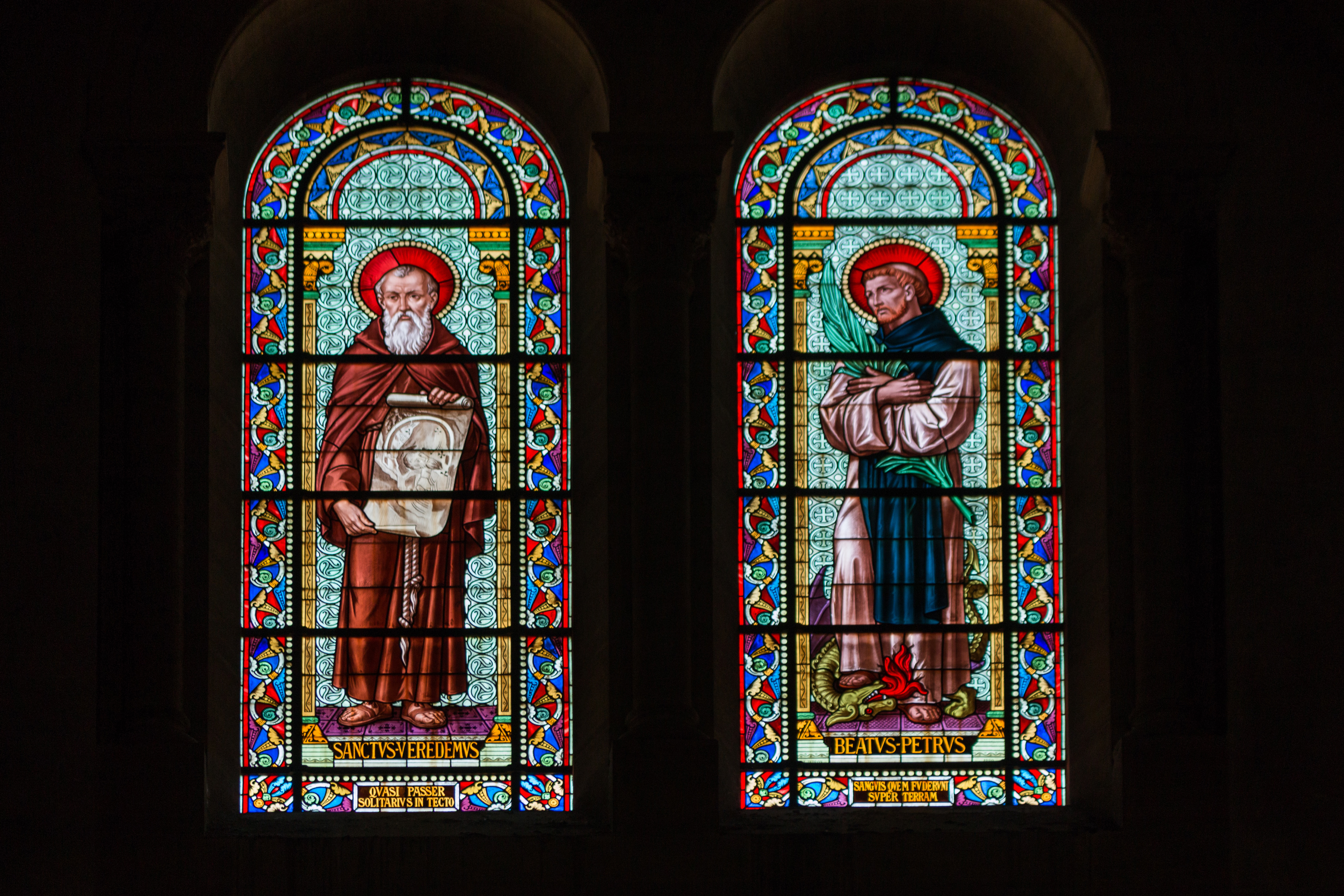
Vista de uno de los vitrales